# Legenda o narodzinach rzeki Wisły
Legenda o narodzinach rzeki Wisły – podanie ludowe, mówiące o powstaniu rzeki Wisły oraz o etymologii jej nazwy.
Według legendy, w odległych czasach na Baraniej Górze mieszkał władca tych terenów, Beskid, syn Karpata z żoną Boraną. Mieli oni syna Lana oraz dwie córki: Białą (Białkę) i Czarnuszkę (Czarnochę). Dziewczęta różniły się urodą i temperamentem. Żyjąc pod opieką rodziców, opiekowały się zwierzętami i pilnowały dwóch źródeł, w których leśne stworzenia gasiły pragnienie. Pewnego dnia postanowiły obie ruszyć w świat. Na nic były prośby rodziców. Dziewczęta początkowo wędrowały osobno, wkrótce jednak spotkały się i ruszyły razem; w ślad za nimi podążały wody obu źródeł. Trzymając się za ręce przemierzały ziemie: śląską, krakowską, sandomierską, mazowiecką i mazurską, by dotrzeć do Bałtyku.

Dziewczęta nigdy nie powróciły do rodziców. Ci - stęsknieni - słali im pozdrowienia w postaci wianków z kwiecia, płynących od gór aż do morza.
Według inne wersji legendy, dziewczęta miał zatrzymać rycerz Czantor, zachęcając je do pozostania. Ziemia jednak nakazała mu puścić córki Beskida dalej. Rycerz poradził im, by wypuściły falę na zwiady, która miała powrócić i przynieść wieści, co widziała. Fala wyszła więc z gór i popłynęła ku Bałtykowi, by zaginąć w jego toni. Siostry, nie mogąc się doczekać jej powrotu, słały za nią kolejne fale, które jednak również ginęły w morzu.
Tak miała powstać Wisła – rzeka, która "wyszła" z gór. Trasami, którymi z Baraniej Góry schodziły obie dziewczyny, dziś mają płynąć potoki: trasą Czarnuszki - Czarna Wisełka, zaś trasą Białej - Biała Wisełka.